# ایندیپندنت (فیلم ۲۰۲۲)
ایندیپندنت (به انگلیسی: The Independent) یک فیلم دلهره‌آور آمریکایی درحال ساخت در سبک سینمای سیاسی به نویسندگی ایوان پارتر و کارگردانی ایمی رایس است. جودی ترنر اسمیت، برایان کاکس، جان سینا و آن داود در این فیلم به ایفای نقش پرداخته‌اند. این فیلم توسط شرکت رلتیویتی مدیا در سال ۲۰۲۲ اکران شد.

## تولید
فیلمبرداری اصلی که در ابتدا قرار بود در نوامبر ۲۰۲۱ شروع شود، تأیید شد که ماه بعد در شهر نیویورک در اطراف خیابان ۲۴ و خیابان ۶ آغاز شده‌است. این فیلم در سال ۲۰۲۲ در سینماها اکران شد.